# 3479 Малапарте
3479 Малапарте (3479 Malaparte) — астероїд головного поясу, відкритий 3 жовтня 1980 року.
Тіссеранів параметр щодо Юпітера — 3,195.